# جايمي أرتور فاسكيز أغيلار
جايمي أرتور فاسكيز أغيلار (بالإسبانية: Jaime Arturo Vázquez Aguilar)‏ هو سياسي مكسيكي، ولد في 7 مايو 1975 في ولاية مكسيكو في المكسيك. حزبياً، نشط في New Alliance Party (Mexico) ‏. وقد انتخب عضو مجلس النواب المكسيك.